# Tot l'or del món
Tot l'or del món (títol original en francès: Tout l'or du monde) és una pel·lícula de França dirigida per René Clair el 1961. Ha estat doblada al català.

## Argument[2]
Indignat pel soroll i la contaminació de les ciutats, Victor Hardy, home de negocis, decideix comprar el petit poble de Cabosse així com tot el seu cantó, i especular amb l'aigua de la font, per les preteses virtuts de longevitat. Però xoca amb el vell Mathieu, un pagès obstinat, i els seus fills, que es neguen a vendre...

## Repartiment
- Bourvil: Mathieu Dumont, el pare i els dos fills: Toine i Martial
- Philippe Noiret: Victor Hardy, el promotor
- Claude Rich: Fred, el secretària de Victor
- Alfred Adam: Jules, el xòfer de Victor
- Yves Barsacq: Un fotògraf
- Robert Burnier: El director de la revista
- Max Elloy: el guarda
- Edouard Francomme: Un conseller municipal
- Jean Marsan: Jack
- Pascal Mazzotti: Léon Truc, el presentador
- Michel Modo: Tony, el promés de Stella
- Claude Véga: l'escenarista
- Colette Castel: Stella, la vedette
- Annie Fratellini: Rose
- Nicole Chollet: La mastressa del cafè
- Françoise Dorléac: Una periodista
- Sophie Grimaldi: L'actriu
- Albert Michel: L'alcalde de Cabosse

## Rodatge
La pel·lícula ha estat rodada a:
- Lot-et-Garonne
- Castillonnès